# Пауэрс, Тим
Ти́моти То́мас «Тим» Па́уэрс (англ. Timothy Thomas "Tim" Powers; 29 февраля 1952 года, Буффало, штат Нью-Йорк, США) — американский писатель-фантаст, работающий в жанрах научной фантастики и фэнтези.

## Биография
Пауэрс изучал английскую литературу в Калифорнийском государственном университете города Фуллертон (англ. Cal State Fullerton), где познакомился с Джеймсом Блэйлоком и Кевином Уэйном, с которыми поддерживает дружеские отношения и по окончании университета, а иногда выступает в роли соавтора.
Известный американский писатель-фантаст Филип Дик также считал Пауэрса своим другом. В своём романе «VALIS» Дик даже использовал Пауэрса в качестве прообраза персонажа по имени Дэвид.
Первым большим произведением Пауэрса стал роман «Чёрным по чёрному», однако широкую известность писателю принёс роман «Врата Анубиса», который в 1984 году удостоился премии Филипа Киндреда Дика и был издан на многих языках.
В 1987 году выходит в свет роман Пауэрса «На странных волнах» (более точное название — «В неведомых волнах»), который вдохновил Рона Гилберта на создание приключенческой компьютерной игры «Тайна острова Обезьян», а позднее стал основой для киносценария четвёртого фильма из серии «Пираты Карибского моря».
Детищем Пауэрса и Блэйлока ещё во время их учёбы в университете стал вымышленный поэт XIX века Уильям Эшблесс, который впоследствии не раз представал персонажем книг обоих писателей. Именно перу Уильяма Эшблесса принадлежит строка «…в неведомых волнах…», ставшая заглавием одноимённой книги Пауэрса.

## Романы
1. «Низверженные небеса» The Skies Discrowned (1976) Toronto: Laser Books. ISBN 0-373-72028-9.
2. "Во имя небес"Forsake the Sky. (1986).New York: Tom Doherty Associates. ISBN 0-8125-4973-2.
3. «Эпитафия ржавчиной» An Epitaph in Rust (1976)
4. «Черным по чёрному» The Drawing of the Dark (1979)
5. «Врата Анубиса» The Anubis Gates (1983)
6. «Ужин во дворце извращений» Dinner at Deviant’s Palace (1985)
7. «На странных волнах» On Stranger Tides (1987)
8. «Сила её уважения» The Stress of Her Regard (1989)
9. «Последняя ставка» Last Call (1992)
10. «Срок годности» Expiration Date (1996)
11. «Сезон землетрясений» Earthquake Weather (1997)
12. «Провозглашение» Declare (2001)
13. «Три дня до небытия» Three Days to Never (2006)
14. «Спрячь меня среди могил» Hide Me Among the Graves (2012)
15. «Сеть Медузы» Medusa’s Web (2016)
16. «Другие пути» Alternate Routes (August 2018)
17. «Снова разрушенные стены» More Walls Broken (February 2019)

## Премии и награды
- 1984, Премия Филипа Киндреда Дика в номинации «Лучшая НФ-книга в США» за роман «Врата Анубиса»
- 1985, Премия Филипа Киндреда Дика в номинации «Лучшая НФ-книга в США» за роман «Ужин во Дворце Извращений»
- 1990, Мифопоэтическая премия в номинации «Мифопоэтическая премия фэнтези» за роман «Сила её уважения»
- 1993, премия Локус в номинации «Роман фэнтези» за роман «Последняя ставка».
- 1993, Всемирная премия фэнтези в номинации «Роман» за роман «Последняя ставка»
- 1996, премия Локус в номинации «Роман ужасов / Тёмное фэнтези» за роман «Срок годности».
- 1998, премия Локус «Роман фэнтези» за роман «Сезон землетрясений».
- 2001, International Horror Guild Awards в номинации «Роман» за роман «Провозглашение» (2000).
- 2001, Всемирная премия фэнтези в номинации «Роман» за роман «Провозглашение».